# トモコトラフシジミ
トモコトラフシジミ（Rapala tomokoae）は、チョウ目（鱗翅目）アゲハチョウ上科シジミチョウ科に分類されるチョウの一種。フィリピン固有種。

## 分布
ルソン島、ミンドロ島、パラワン島には分布せず、分布する以下の島嶼により3亜種に分けられる。
- R. t. tomokoae:ミンダナオ島、サマール島、レイテ島、ディナガット島、タウィタウィ島。
- R. t. takanamii:ネグロス島、パナイ島、シキホル島。
- R. t. bilara:ボホール島。

## 形態

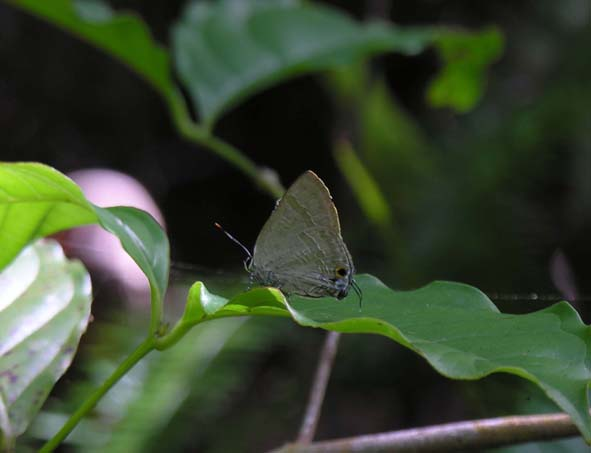
フィリピン、ネグロス島・カンラオン山中の成虫・オス
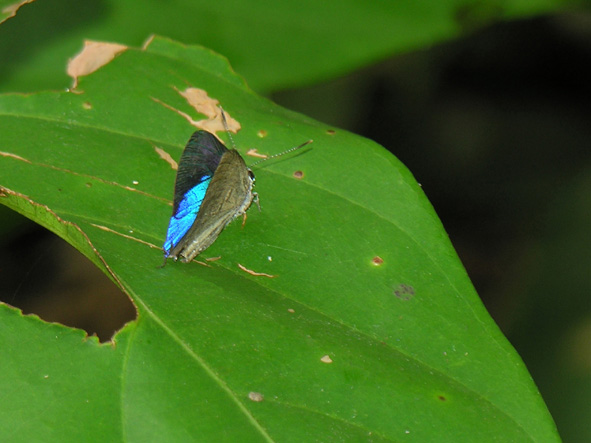
フィリピン、ネグロス島・カンラオン山中の成虫・オス
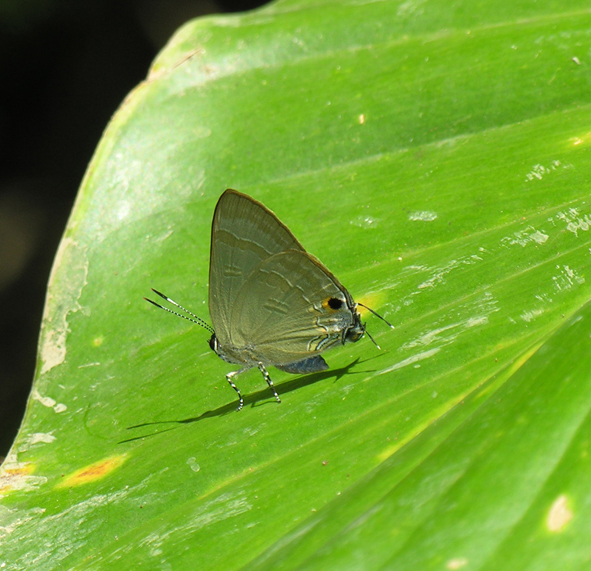
フィリピン、ネグロス島・カンラオン山中の成虫・メス

前翅長は17-19mm。翅表は R. zamona に似るが、翅裏は多少とも緑色がかる。

## 生態
一年を通じて見られるので、発生は多化性と思われる。飛翔は活発だが、しばしば葉上に飛来し休止する。
種名の語源：筆頭命名者の妻、林緖子に因む。